# Жоакім Чіссано
Жоакім Альберто Чіссано (порт. Joaquim Alberto Chissano; нар. 22 жовтня 1939) — другий президент Мозамбіку.

## Біографія
Народився в селі Малехіс (округ Чібуто) у мозамбіцькій провінції Газа. Навчався у початковій школі Шай-Шай адміністративного центру провінції, потім у ліцеї Лоренсу-Маркіша (нині Мапуту). З 1960 року вивчав медицину в Лісабонському університеті.
Під час навчання в столиці Мозамбіка став членом Несам (осередок африканців — учнів середньої школи, націоналістичної організації, створеної Едуардо Мондлане). У Португалії висунувся як один з організаторів і перший голова Національної спілки мозамбіцьких студентів. Щоб уникнути арешту за політичну діяльність, в 1961 р. виїхав до Франції, де приєднався до руху за національне визволення Мозамбіка.
У 1962 р. брав участь у створенні ФРЕЛІМО, в 1963-му перервав навчання, щоб стати секретарем голови ФРЕЛІМО Едуардо Мондлане в Дар-ес-Саламі. Член ЦК ФРЕЛІМО з 1963 року. Був призначений секретарем департаменту освіти ФРЕЛІМО, в 1964-му був т. в. о. секретаря з інформації й пропаганди та секретаря з оборони, коли дані особи проходили навчання за кордоном.
У 1964 році продовжив навчання, в 1965-му став викладачем Мозамбіцького інституту в Танзанії і знову секретарем Е. Мондлане. З 1965 року також секретар новоствореного департаменту безпеки ФРЕЛІМО. У 1966 році пройшов курс військового навчання за кордоном.
На II з'їзді ФРЕЛІМО в 1968 році, що проходив на звільненій території в провінції Ньяса, переобраний членом ЦК. Під час кризи в русі і після загибелі Е. Мондлане в лютому 1969 року — прихильник Самори Машела. З 1969 року — член політичного і військового комітету ФРЕЛІМО і член виконкому.
Наприкінці 1960-х — початку 1970-х представляв інтереси ФРЕЛІМО в Європі.
У вересні 1974 — червні 1975 року — прем'єр-міністр перехідного уряду Мозамбіка. Після утворення уряду незалежного Мозамбіка — міністр закордонних справ і генерал-майор.
На III з'їзді ФРЕЛІМО (лютий 1977) переобраний членом ЦК і членом Постійного політичного комітету (пізніше — політбюро), секретарем ЦК з зовнішніх зв'язків. На перших загальних виборів 1977 року обраний депутатом Народної асамблеї, пізніше членом Постійного комітету Асамблеї.
Після загибелі Самори Машела ЦК партії 3 листопада 1986 року обрав Чиссано Головою ФРЕЛІМО. 6 листопада 1986 роу він став президентом країни.
На цій посаді він дотримувався прагматичного підходу до зовнішньої і внутрішньої політики, домігся підписання мирної угоди, яка поклала край громадянській війні в Мозамбіка, провів зміну зовнішньополітичної орієнтації країни і здійснив демонтаж однопартійної системи. Під його керівництвом розорений багаторічною громадянською війною Мозамбік, який входив у число найбідніших країн, домігся одних із найвищих темпів економічного зростання у світі.
Переобраний на пост президента в 1993 і 1999 роках на вільних виборах. У 2004-му добровільно відмовився балотуватися знову і 2 лютого 2005 року на посаді президента його змінив Арманду Гебуза.
Після відходу у відставку обіймав низку посад в ООН, в липні 2003 — липні 2004 року очолював Африканський Союз.
У березні 2012 року Жоакин Чиссано був призначений співголовою (разом з експрезидентом Фінляндії Тар'єю Галонен) робочої групи Організації Об'єднаних Націй з питань народонаселення. Проблем, якими буде займатися ця робоча група, включають в себе сексуальне здоров'я населення, а також здоров'я жінок під час вагітності та пологів.

## Цікаві факти
Одружений з 1969 року на Марселіні Рафаел. У подружжя двоє синів і дві дочки.

У 1992 році Жоакин Чиссано вивчає техніку трансцендентальної медитації. Два роки по тому він вводить медитативну практику в школах армії і поліції: 16 000 солдатів і 30 000 цивільних осіб вивчають передову техніку йогівських польотів. Чиссано заявляє:
Спочатку я займався трансцендентальною медитацією для себе, потім я її запровадив у своїй родині, привернув міністрів, високопоставлених осіб і армію. Це призвело до політичного світу і природному рівновазі в країні.